# Esperimento dei superspartani
L'esperimento dei superspartani è un esperimento mentale ideato da Hilary Putnam per criticare il comportamentismo e giustificare il passaggio al funzionalismo all'interno della filosofia della mente.
Questa è la sua formulazione:
"Immaginiamo che esista un popolo nel quale le persone, per ragioni ideologiche, reprimano ogni manifestazione comportamentale esterna generata dal dolore; non potrebbero quindi nemmeno ammettere di conoscere il dolore. Essendo possibile immaginare ciò senza contraddizioni logiche, seguendo il comportamentismo i superspartani non provano dolore; ciò risulta quindi logicamente impossibile".